# Courier 1B
Il Courier 1B è stato il primo satellite per telecomunicazioni a ripetizione attiva. Fu lanciato il 4 ottobre 1960 con un razzo Thor-Able da Cape Canaveral Air Force Station; il lancio del primo satellite della serie, il Courier 1A, era fallito il 18 agosto dello stesso anno. Il Courier 1B fu commissionato dall'United States Air Force dopo il successo del satellite Project SCORE e fu costruito dalla Western Development Laboratories (WDL), una divisione della Philco.
Il satellite aveva una forma sferica, pesava 230 kg e aveva circa 19000 celle solari. Fu il primo satellite equipaggiato con batterie al nichel-cadmio. Aveva una capacità di trasmissione di 55000 bit al secondo. Dopo la prima orbita ritrasmise a terra un messaggio del presidente Dwight D. Eisenhower alle Nazioni Unite che era stato inviato dalla base di controllo di Fort Manmouth (New Jersey). Dopo 17 giorni e 228 orbite il satellite non rispose più ai comandi. Si pensò che l'orologio su cui si basavano i codici di accesso avesse perso la sincronizzazione, per cui il satellite non rispondeva più a quelli che riteneva comandi non autorizzati.